# Mostacillastrum
Mostacillastrum es un género de fanerógamas perteneciente a la familia Brassicaceae. Comprende 18 especies  descritas y de estas, solo 17 aceptadas.

## Taxonomía
El género fue descrito por Otto Eugen Schulz  y publicado en Das Pflanzenreich IV. 105(Heft 86): 166. 1924.

## Especies
A continuación se brinda un listado de las especies del género Mostacillastrum aceptadas hasta mayo de 2014, ordenadas alfabéticamente. Para cada una se indica el nombre binomial seguido del autor, abreviado según las convenciones y usos.
- Mostacillastrum ameghinoi (Speg.) O.E. Schulz
- Mostacillastrum andinum (Phil.) Al-Shehbaz
- Mostacillastrum carolinense (Scappini, Blanco, Carlos A. & Prina) Al-Shehbaz
- Mostacillastrum commune (Speg.) Al-Shehbaz
- Mostacillastrum dianthoides (Phil.) Al-Shehbaz
- Mostacillastrum ferreyrae (Forther & Weigend) Al-Shehbaz
- Mostacillastrum gracile (Wedd.) Al-Shehbaz
- Mostacillastrum leptocarpum (Hook. & Arn.) Al-Shehbaz
- Mostacillastrum morrisonii (Al-Shehbaz) Al-Shehbaz
- Mostacillastrum oleraceum (O.E. Schulz) Al-Shehbaz
- Mostacillastrum orbignyanum (E. Fourn.) Al-Shehbaz
- Mostacillastrum pectinifolium (Al-Shehbaz) Al-Shehbaz
- Mostacillastrum sagittatum (Hook. & Arn.) Al-Shehbaz
- Mostacillastrum stenophyllum (Gilles ex Hook. & Arn.) O.E. Schulz
- Mostacillastrum subscandens (Speg.) Al-Shehbaz
- Mostacillastrum ventanense (Boelcke) Al-Shehbaz
- Mostacillastrum weberbaueri (O.E. Schulz) Al-Shehbaz